# Anne-Pascale Clairembourg
Anne-Pascale Clairembourg es una actriz belga que trabaja en teatro y televisión.

## Trayectoria
Se interesó en la actuación a temprana edad y se matriculó en el Instituto de Artes de Bruselas, donde se graduó en 2000. Clairembourg comenzó a trabajar en teatro. En 2005 y 2007 fue nominada para el Prix du Théâtre en Bélgica, que ganó en 2014. Apareció en la obra aclamada por la crítica Tristesses (2016), que recibió el Premio del Jurado en el Festival de Aviñón 2016 . También apareció en películas, incluyendo Mobile Home (2012), que le valió un Premio Magritte a la actriz más prometedora , y The Brand New Testament (2015).[3]
El 13 de diciembre de 2016, se anunció que Clairembourg sería la anfitriona de la séptima entrega de los Premios Magritte.